# Hidátide de Morgagni
Los anexos testiculares son estructuras vestigiales embrionarias, aparecen en el 80-90% de los testículos. La hidátide de Morgagni es un remanente embrionario del conducto de Müller. Está formado por tejido fibroso recubriendo un eje vascular. Por un mecanismo de rotación se puede producir un estrangulamiento del pedículo vascular, produciendo una torsión del anexo de tipo hemorrágica o trombótica.

## Patología
La hidatiditis (inflamación de la hidatide) es un cuadro clínico doloroso, provocado por el compromiso inflamatorio y la torsión afectada a la parte del tendón infratesticular. La presentación clínica es variada, llegando en algunos casos a tener una presentación muy similar al de la torsión testicular.  Generalmente tiene dolor elevado (EVA 4 a 5), permanente, con edema de aparición insidiosa. En los periodos iniciales se puede palpar la hidátide necrosada que se aprecia como un punto más oscuro bajo la piel escrotal.
En la evaluación es importante la utilización de una ecografía-doppler testicular. Generalmente la visión ecografía de la hidatide es compleja y no concluyente ya que no se aprecian imágenes patognomonicas de esta lesión. Además muchas veces los ecografistas no pueden identificar claramente la hidatide. Por lo que más que para identificar las lesiones propias de la hidatiditis, el estudio ecográfico es fundamental para demostrar la indemnidad vascular del testículo y descartar el diagnóstico diferencial de torsión testicular y/o cáncer de testículo.

## Tratamiento
El manejo de la hidatiditis depende de la sintomatología. En caso de dolor leve o moderado, se puede intentar manejo con medicamentos antiinflamatorios orales. Si el dolor persiste y el cuadro se vuelve muy sintomático se puede optar por tratamiento quirúrgico.
En la resolución quirúrgica se considera necesaria la exploración contralateral para realizar una hidatidectomía profiláctica. Las condiciones que desencadenaron la hidatiditis generalmente se reproducen contralateralmente.